# Onchocerca flexuosa
Onchocerca flexuosa är en rundmaskart. Onchocerca flexuosa ingår i släktet Onchocerca, och familjen Onchocercidae. Arten är reproducerande i Sverige.